# Frederikke Thomassen
Frederikke Thomassen (* 2. Juni 1996 in Odense) ist eine dänische Schauspielerin.

## Leben
Frederikke Thomassen wuchs in Odense auf. Bereits als 10-Jährige stand sie als Schauspielerin vor der Kamera. Ihr Filmdebüt hatte sie in dem Abenteuerfilm Der verlorene Schatz der Tempelritter, dem zwei Fortsetzungen folgten. Später absolvierte sie dann erfolgreich ihre Schauspielausbildung an der Den Danske Filmskole.
Sie lebt in Kopenhagen.

## Filmografie
- 2006: Das Genie und der Wahnsinn (Spraengfarlig Bombe)
- 2006: Der verlorene Schatz der Tempelritter (Tempelriddernes skat)
- 2007: Der verlorene Schatz der Tempelritter 2 (Tempelriddernes skat II)
- 2008: Der verlorene Schatz der Tempelritter 3 – Das Geheimnis der Schlangenkrone (Tempelriddernes Skat III: Mysteriet om Slangekronen)
- 2008: 2900 Happiness (Fernsehserie)
- 2012: Love Is All You Need
- 2013: Cherry Bombs
- 2014: Schändung (Fasandræberne)
- 2019: Tent Tales